# ساترن کورپوریشن

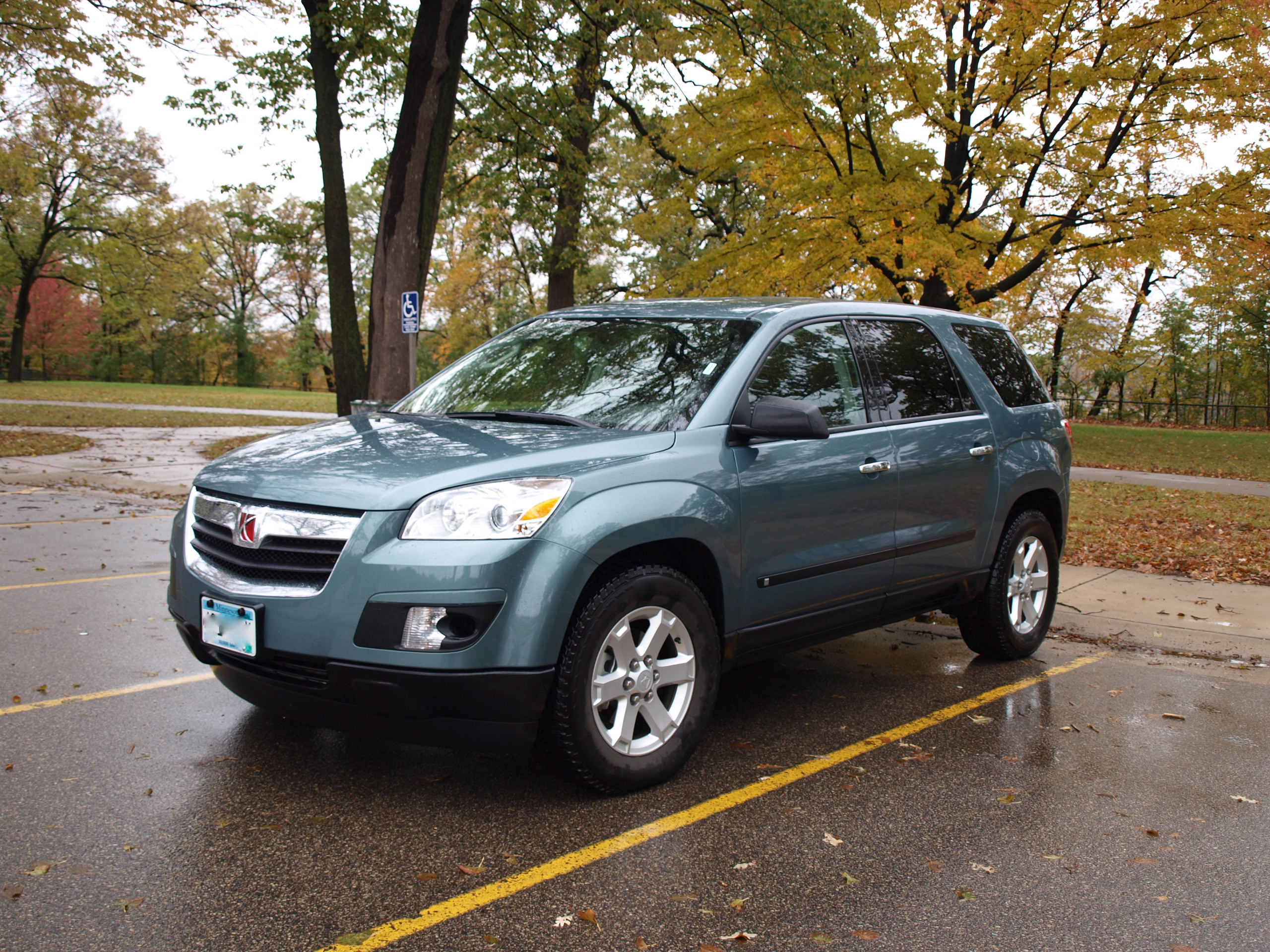
ساترن آوت‌لوک

ساترن کورپوریشن، (به انگلیسی: Saturn Corporation) شرکت خودروسازی آمریکایی بود، که از شرکت‌های تابعه جنرال موتورز به‌شمار می‌آمد، که در تاریخ ۳۱ اکتبر ۲۰۱۰ خط تولید آن متوقف شد.
شرکت ساترن در ماه ژانویه ۱۹۸۵ در واکنش به حضور خودروسازهای ژاپنی و موفقیت در فروش خودروهای کم‌مصرف آن‌ها، توسط مدیریت وقت جنرال موتورز، در شهر اسپرینگ هیل، تنسی راه‌اندازی شد.
در ماه سپتامبر سال ۲۰۰۹، در پی صرف‌نظر کردن شرکت پنسکه اتوموتیو از خریداری این شرکت، ابرشرکت جنرال موتورز اقدام به متوقف کردن برند ساترن نمود، همچنین در ۳۱ اکتبر ۲۰۱۰ کلیه مراکز فروش این شرکت را نیز در ایالات متحده آمریکا و کانادا تعطیل کرد.